# اسموتی

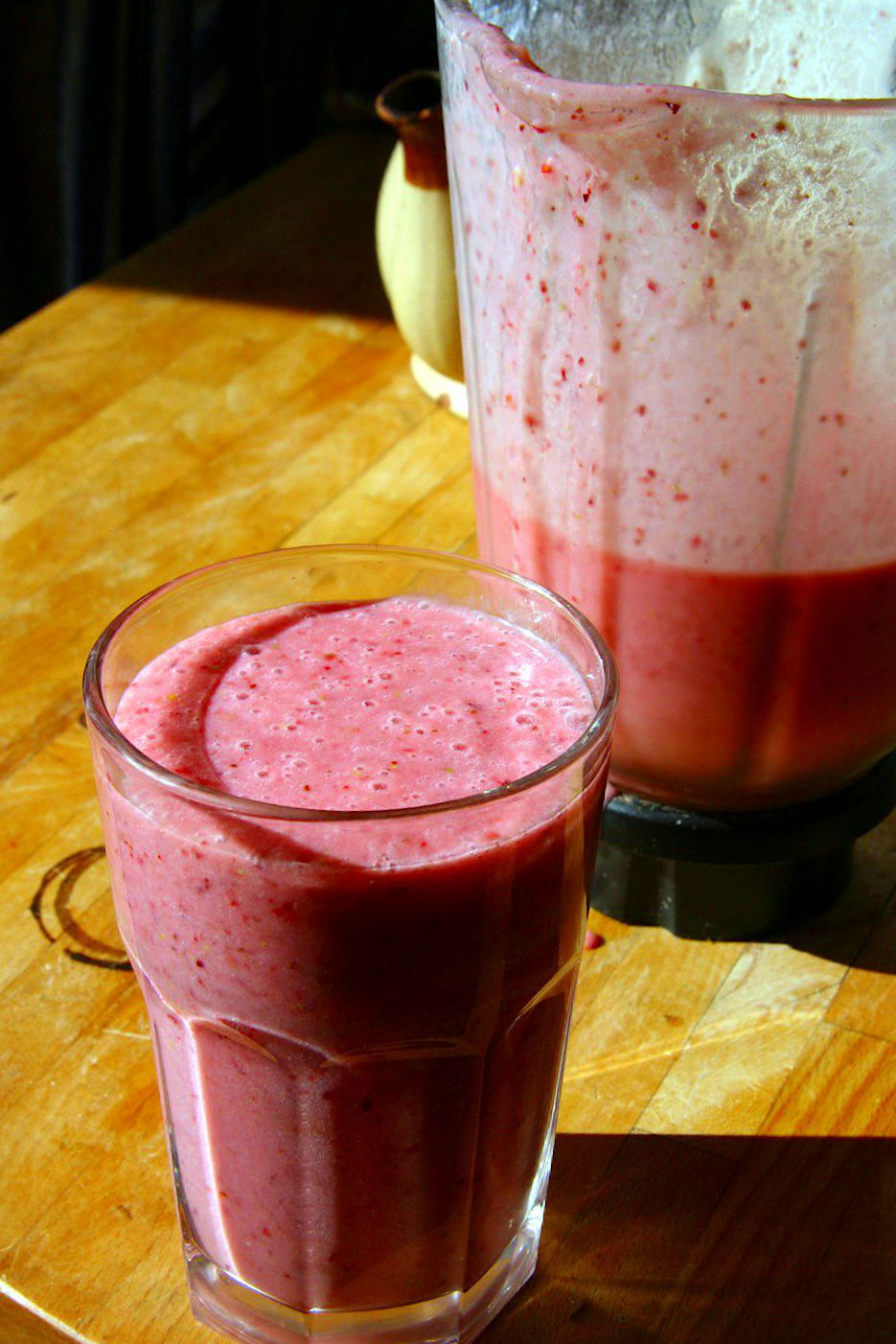
اسموتی و یک مخلوط کن

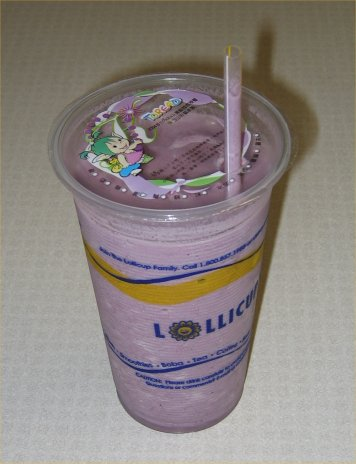
اسموتی بلوبری

اسموتی (انگلیسی: smoothie یا smoothy) یا نرم‌نوش یک نوشیدنی مخلوط‌شده و گاهی شیرین‌شده است که از میوهٔ تازه ساخته می‌شود و در برخی موارد خاص شکلات یا کره بادام زمینی دارد. علاوه بر میوه بسیاری از اسموتی‌ها دارای یخ خردشده، میوه یخ‌زده، عسل یا شربت و محتویات یخی هستند.